# Kurtiella ovata
Kurtiella ovata is een tweekleppigensoort uit de familie van de Lasaeidae. De wetenschappelijke naam van de soort is voor het eerst geldig gepubliceerd in 1881 door Jeffreys.